# آکستل
آکستل (انگلیسی: Axtel) شرکت مخابرات مکزیکی است، که در سال ۱۹۹۴ تأسیس شد.